# Шерозія Калістрат Нестерович
Калістрат Нестерович Шерозія (1905, село Накіфово (Накіпоу) Зугдідського повіту Кутаїської губернії, тепер Грузія — 23 грудня 1942, місто Тбілісі, тепер Грузія) — грузинський радянський державний діяч, 2-й секретар ЦК КП(б) Грузії. Член ЦК КП(б) Грузії з червня 1938 по грудень 1942 року. Член Бюро ЦК КП(б) Грузії з 31 серпня 1938 по 23 грудня 1942 року. Депутат Верховної ради Грузинської РСР 1-го скликання. Депутат Верховної ради СРСР 1-го скликання.

## Життєпис
Народився в бідній селянській родині. У 1917 році закінчив церковнопарафіяльну школу в селі Накіфово (Накіпоу) Зугдідського повіту, а в 1921 році — вище початкове училище в місті Зугдіді. У 1921 році вступив до комсомолу. З 1921 по 1924 рік навчався в гуманітарному технікумі в місті Зугдіді.
У 1927 році закінчив Тифліський (Тбіліський) педагогічний інститут. Під час навчання обирався до керівних комсомольських органів інституту.
У вересні 1927 — вересні 1930 року — завідувач відділу народної освіти виконавчого комітету Горійської окружної ради Грузинської РСР.
Член ВКП(б) з листопада 1928 року.
У вересні 1930 — березні 1931 року — завідувач відділу народної освіти виконавчого комітету Горійської районної ради Грузинської РСР.
У березні 1931 — вересні 1932 року — завідувач агітаційно-масового відділу Горійського районного комітету КП(б) Грузії; завідувач відділу культури і пропаганди Горійського районного комітету КП(б) Грузії; редактор районної газети в місті Горі.
У вересні 1932 — листопаді 1933 року — завідувач відділу партійного життя грузинської республіканської газети «Комуністі» в місті Тифлісі.
У листопаді 1933 — січні 1935 року — відповідальний редактор газети «Сталінелі» політичного відділу машинно-тракторної станції в місті Зугдіді.
У січні — травні 1935 року — відповідальний редактор газети «Козахіші газеті» в місті Зугдіді.
У травні — листопаді 1935 року — завідувач відділу культури і пропаганди Кутаїського міського комітету КП(б) Грузії, редактор районної газети в місті Кутаїсі.
У 1935 році склав екстерном екзамени на історичному факультеті Тифліського (Тбіліського) державного університету.
У листопаді 1935 — листопаді 1937 року — 2-й секретар Мартвільського (Ґеґечкорського) районного комітету КП(б) Грузії.
У листопаді 1937 — серпні 1938 року — завідувач відділу шкіл і науки ЦК КП(б) Грузії. За сумісництвом працював редактором грузинської республіканської газети «Комуністі».
31 серпня 1938 — 23 грудня 1942 року — 2-й секретар ЦК КП(б) Грузії.
Помер не пізніше 23 грудня 1942 року після важкої хвороби в місті Тбілісі. Похований 26 грудня 1942 року на Верійському цвинтарі Тбілісі.

## Нагороди
- орден Леніна (24.02.1941)
- орден Червоного Прапора (13.12.1942)